# Mistrzostwa Świata w Saneczkarstwie 1983
Mistrzostwa Świata w Saneczkarstwie 1983 – 21. edycja mistrzostw świata w saneczkarstwie, rozegrana w 1983 roku w amerykańskim Lake Placid. Były to pierwsze mistrzostwa świata rozegrane poza Europą. Rozegrane zostały trzy  konkurencje: jedynki kobiet, jedynki mężczyzn oraz dwójki mężczyzn. W tabeli medalowej najlepsza była Niemiecka Republika Demokratyczna.
Podczas mistrzostw Miroslav Zajonc został pierwszym nieeuropejskim mistrzem świata w saneczkarstwie i jedynym zdobywcą medalu dla Kanady.

## Wyniki

### Jedynki kobiet
| Medal | Zawodniczka      | Państwo | Czas | Strata |
| ----- | ---------------- | ------- | ---- | ------ |
|       | Steffi Martin    | NRD     |      |        |
|       | Melitta Sollmann | NRD     |      |        |
|       | Ute Weiss        | NRD     |      |        |

### Jedynki mężczyzn
| Medal | Zawodnik         | Państwo | Czas | Strata |
| ----- | ---------------- | ------- | ---- | ------ |
|       | Miroslav Zajonc  | Kanada  |      |        |
|       | Siergiej Danilin | ZSRR    |      |        |
|       | Jens Müller      | NRD     |      |        |

### Dwójki mężczyzn
| Medal | Zawodnicy                          | Państwo | Czas | Strata |
| ----- | ---------------------------------- | ------- | ---- | ------ |
|       | Jörg Hoffmann/Jochen Pietzsch      | NRD     |      |        |
|       | Hansjörg Raffl/Norbert Huber       | Włochy  |      |        |
|       | Hans Stangassinger/Franz Wembacher | RFN     |      |        |

## Klasyfikacja medalowa
| Miejsce | Państwo | złoto | srebro | brąz | Razem |
| ------- | ------- | ----- | ------ | ---- | ----- |
| 1.      | NRD     | 2     | 1      | 2    | 5     |
| 2.      | Kanada  | 1     | 0      | 0    | 1     |
| =3.     | ZSRR    | 0     | 1      | 0    | 1     |
| =3.     | Włochy  | 0     | 1      | 0    | 1     |
| 5.      | RFN     | 0     | 0      | 1    | 1     |